# Occitano vivaroalpino

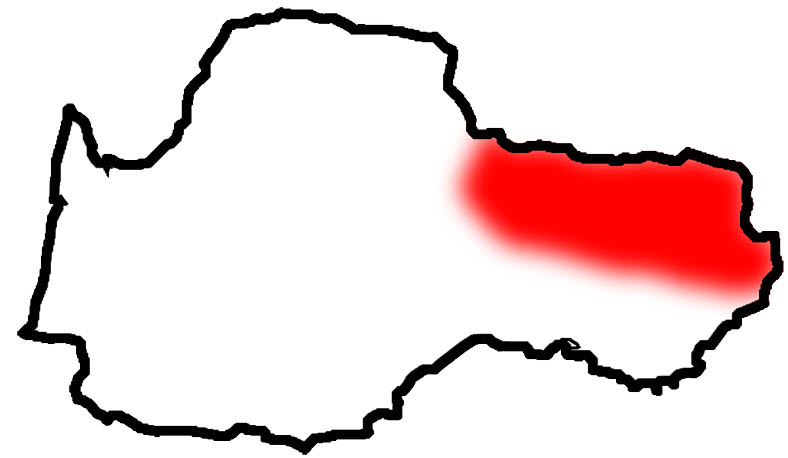
Área de difusión del dialecto vivaroalpino dentro de la Occitania.

El vivaroalpino o también alpinovivarés (en occitano vivaroalpenc o vivaroaupenc) es, dentro del idioma occitano, la variante del dialecto noroccitano hablada en partes del Velay, el norte del Vivarés (Alto Vivarés), el Delfinado meridional, y gran parte del antiguo condado de Niza (Alpes Marítimos), por lo que respecta a Francia. En Italia, se habla en la mayor parte de los Valles Occitanos, situados en la ladera este del sur de los Alpes. El gardiol, hablado en el municipio de Guardia Piemontese, en la costa noroeste de Calabría, es considerado como perteneciente al vivaroalpino.
Nótese que el dialecto del occitano llamado bajovivarés, también noroccitano, es un subdialecto del occitano languedociano norcevenés.

## Características fonológicas
El vivaroalpino como otras variedades de noroccitano (limosín, auvernés, languedociano septentrional) se caracteriza por la palatización muy antigua (previa a la configuración del occitano en el siglo VIII) de las consonantes k y g delante de la a, por ejemplo: chantar en lugar de cantar o jai (alegría) en lugar de gai.
Es típica del vivaropalpino la "caída" de los fonemas dentales intervocálicos latinos simples: chantaa o chantaia por chantada (cantada,o), también se observa la caída (ya antes de la configuración del occitano a partir del siglo VIII) de algunas consonantes intervocálicas como por ejemplo ocurre en amada(> amaa), prada (> praa).
Un hecho frecuente es el rotacismo (pasaje de la l a r) como ocurre con barma en lugar de balma (gruta) o en escòra por escòla (escuela), saraa por salaa (salada).
Mantención de consonantes finales en los plurales y los grupos sk, sp y st.
Pronunciación, especialmente en la zona alpina de la r final del infinitivo (Ej.: chantar, aver, florir) algo que es excepcional en el occitano moderno muy influido por el francés.
Forma particular de muchos verbos: dissabte > dissaude, oblidar > obliar.

## Morfología
La desinencia verbal de la primera persona se indica con la o (de modo similar al castellano, italiano, catalán central, portugués – aunque pronunciada [u] –, especialmente similar a lo que acaece en el piamontés que es la forma más próxima del (galo)italiano septentrional al occitano vivaroalpino, por ej.: parlo en lugar de parli o de parle (–yo– hablo), parlavò en lugar de parlavi o parlae (–yo– hablaba), palèro en vez de parlèri o parlère.
- Datos: Q1649613